# Södra Åsarps socken
Södra Åsarps socken i Västergötland ingick i Kinds härad, ingår sedan 1971 i Tranemo kommun och motsvarar från 2016 Södra Åsarps distrikt.
Socknens areal är 16,69 kvadratkilometer varav 16,53 land. År 2000 fanns här 1 451 invånare.  Tätorten Limmared samt kyrkbyn Åsarp med sockenkyrkan Södra Åsarps kyrka ligger i socknen. 

## Administrativ historik
Socknen har medeltida ursprung. Före den 1 januari 1886 (ändring enligt beslut den 17 april 1885) var namnet Åsarps socken.
Vid kommunreformen 1862 övergick socknens ansvar för de kyrkliga frågorna till Åsarps församling och för de borgerliga frågorna bildades Åsarps landskommun. Landskommunen namnändrades 1952 till Limmareds landskommun som 1967 uppgick i Tranemo landskommun som 1971 ombildades till Tranemo kommun. Församlingen uppgick 2014 i Länghems församling.
1 januari 2016 inrättades distriktet Södra Åsarp, med samma omfattning som församlingen hade 1999/2000.  
Socknen har tillhört län, fögderier, tingslag och domsagor enligt vad som beskrivs i artikeln Kinds härad. De indelta soldaterna tillhörde Älvsborgs regemente, Norra Kinds kompani.

## Geografi
Södra Åsarps socken ligger söder om Ulricehamn kring Månstadsåns biå Åsarpsån. Socknen har odlingsbygd i ådalen och är i övrigt en kuperad skogsbygd.
Socknen genomkorsas av Kust till Kustbanan samt riksväg 27.
Ruinerna efter Oppenstens fästning ligger i socknen.
1933 hade socknen 855  och 190 hektar åker och 1149 hektar skogsmark.

## Fornlämningar
Från bronsåldern finns gravrösen. Från järnåldern finns två gravfält och domarringar.

## Namnet
Namnet skrevs på 1400-talet Asatorppe och kommer från kyrkbyn. Namnet innehåller mansnamnet Ase alternativt ås och torp 'nybygge'.
Motsvarande jordregistersocken kallades från 1953 Limmared. Den skall förväxla inte med den medeltida Limmareds socken, som ligger inom nuvarande Tranemo.